# Голосовой аппарат
Голосовой аппарат — совокупность органов, участвующих в голосообразовании. Состоит из трёх основных частей: легких с системой вдыхательных и выдыхательных резонаторов и излучателей звука.
Голосовой аппарат человека и птиц принадлежит к типу духовых инструментов, так как звук в нём образуется за счёт движения воздуха, выдыхаемого из лёгких. Струя воздуха колеблет упругие перепонки, которые и рождают звуковую волну. У человека роль таких вибраторов играют голосовые связки, находящиеся в гортани. Высота голоса увеличивается пропорционально натяжению мышц голосовых связок. Сила голоса определяется плотностью смыкания голосовых связок и воздушным давлением в лёгких и также прямо пропорциональна их плотности и силе.

## Голосовой аппарат птиц
Голосовой аппарат птиц имеет не одну гортань, а две — верхнюю (larynx) и нижнюю (syrynx). Главная роль в образовании звуков принадлежит нижней, устроенной очень сложно. Само её наличие — отличие птиц от других животных. Располагается она в нижней части трахеи там, где трахея разветвляется на два главных бронха.
Нижняя гортань имеет два или четыре вибратора, работающих независимо друг от друга, что позволяет птице изображать из себя дуэт или квартет. Также она позволяет использовать в качестве сильнейшего резонатора трахею. У многих птиц последняя сильно увеличивается в длину и диаметре, увеличиваются также и бронхи, имеющие каждый по независимому источнику звука. Птица способна значительно изменять форму сложной системы голосового аппарата при помощи движений тела и натяжения специальных мышц. Это позволяет ей управлять высотой и тембром своего голоса.
Ритмические характеристики звука определяются рефлекторным содружеством нижней и верхней гортани. Верхняя выступает в роли стоп-крана на пути звукового потока.
Голосовой аппарат занимает значительную часть тела, что особенно характерно для маленьких птичек, у которых в процесс пения вовлекается весь организм.

## Голосовой аппарат человека
В состав входят:
- Ротовая и носовая полости с придаточными полостями
- Глотка
- Гортань с голосовыми складками
- Трахея
- Бронхи
- Лёгкие
- Грудная клетка с дыхательными мышцами и диафрагмой
- Мышцы брюшной полости
- Нервная система: соответствующие нервные центры головного мозга с двигательными и чувствительными нервами, соединяющими эти центры со всеми указанными органами, поскольку работу органов голосообразования нельзя рассматривать вне связи с центральной нервной системой, которая организует их функции в единый процесс, являющийся сложнейшим психофизическим актом.

Основными резонаторами в голосе человека являются глотка, ротовая и носовая полости и трахея.

### Заболевания
Часто с заболеваниями голосового аппарата сталкиваются люди работа которых так или иначе связана с повышением голосовой нагрузки (учителя, певцы, лекторы, экскурсоводы и др.).
Наиболее встречаемые заболевания голосового аппарата — это потеря голоса, которое может наступить из-за следующих факторов:
- острый ларингит, который возникает в результате перегревания, переохлаждения, приёма горячей или чрезмерно холодной пищи, воды, действия газов, дыма или других примесей в воздухе.
- неврозы, возникающие из-за перенапряжения центральной нервной системы (стресс, нервный срыв, сильный испуг)
- хронический насморк
- фиброз голосовых связок
- аденоиды
- полипы носа
- заболевания придаточных пазух носа
- заболевания трахеи
- бронхов и лёгких

Также вследствие курения происходит обжиг слизистой оболочки гортани и дыхательных путей, появление отёчности, кровоизлияний, утолщений, узлов и полипов голосовых связок.

### Лечение
Российские ученые разрабатывают первый клеточный препарат для лечения фиброза голосовых связок, которому подвержены главным образом учителя, певцы, дикторы и артисты, может привести к полной потере голоса и затруднениям при дыхании. Ученые Первого Московского медицинского университета имени Сеченова создали инновационную технологию, способную вылечить фиброз и вернуть тканям связок эластичность. В основе методики − использование клеток самого пациента. Речь идет о мультипотентных мезенхимальных стромальных клетках (ММСК), которые обладают уникальным регенеративным потенциалом. Клеточная терапия эффективнее хирургического вмешательства и не вызывает образования послеоперационного рубца.